# Blanche Arundell

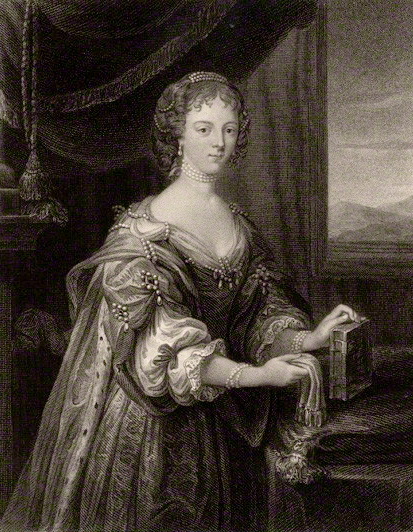
Lady Blanche Arundell

Blanche Arundel z domu Somerset (ur. 1583, zm. 28 października 1649 w Winchesterze), angielska arystokratka, córka Edwarda Somerseta, 4. hrabiego Worcester, i lady Elizabeth Hastings, córki 2. hrabiego Huntingdon. Młodsza siostra, 1. markiza Worcester.
11 maja 1607 r. poślubiła Thomasa Arundella, 2. barona Arundell of Wardour (ok. 1586 - 19 maja 1643), syna Thomasa Arundella, 1. barona Arundell of Wardour, i Mary Wriothesley, córki 2. hrabiego Southampton. Thomas i Blanche mieli razem syna i dwie córki:
- Henry Arundell (23 lutego 1608 - 28 grudnia 1694), 3. baron Arundell of Wardour
- Anne Arundell, żona Rogera Vaughana, nie miała dzieci
- Katherine Arundell, żona Francisa Cornwallisa, nie miała dzieci

Lady Blanche zasłynęła obroną zamku Wardour przeciwko siłom parlamentu sir Edwarda Hungerforda i Edwarda Ludlowa podczas wojny domowej. Kiedy 2 maja 1643 r. pod zamkiem pojawiło się 1300 żołnierzy parlamentu, lady Arundell, mimo iż posiadała tylko 25 ludzi, odmówiła poddania zamku należącego do jej męża, który przebywał w tym czasie w Oksfordzie. Oblężenie trwało do 10 maja, mimo ciągłego ostrzału artyleryjskiego zamku. Zamek skapitulował dopiero kiedy wybuchy dwóch min nadwyrężyły mury zamku. Oblegający zgodzili się jednak na honorową kapitulację załogi. Zamek pozostał w rękach wojsk parlamentu do 1644 r., kiedy to odbił go mąż lady Blanche, Henry.
Kiedy lady Arundell opuszczała zamek po oblężeniu, nie pozwolo jej zabrać żadnych mebli. Udała się do Salisbury, gdzie zamieszkała na dworze lorda Hertforda. Kilkakrotnie pisała do parlamentu petycje o opiekę. Zmarła w 1649 r. i została pochowana obok męża w Tisbury.